# Waldpark (Pferd)
Waldpark (* 29. März 2008) ist ein in Deutschland gezogenes und von Andreas Wöhler trainiertes Englisches Vollblutpferd.  Am 3. Juli 2011 gewann er unter Jockey Jozef Bojko das Deutsche Derby das bedeutendste Gruppe 1-Rennen in Deutschland. Waldpark war zuvor in diesem Jahr unbesiegt, aber eher in kleineren Rennen erfolgreich.
Bei der Wahl zum Galopper des Jahres 2011 unterlag Waldpark deutlich Danedream.